# Bio-art

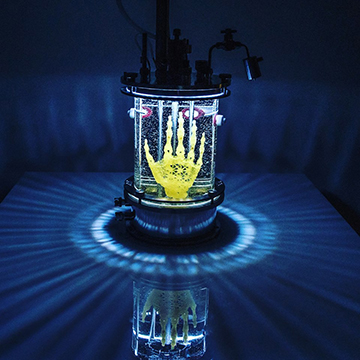
Sculpture d'art biologique Reliquaire régénératrice par Amy Karle, 2016

Le bio-art ou bio art est un mouvement d'art contemporain, prenant pour medium les ressources plastiques offertes par les biotechnologies. Culture de tissus vivants (Art orienté objet), modifications génétiques (Eduardo Kac), morphologiques (Marta de Menezes), constructions analytiques et biomécaniques (Symbiotica), et la fusion de la Biologie et de l'informatique (Amy Karle),. Ces expérimentations sont parfois en relation avec le propre corps de l'artiste (Orlan, Stelarc),,.

## Aperçu
Le bioart a vu le jour à la fin du XXe siècle et au début du XXIe siècle. Il s'agit d'une pratique artistique où les artistes travaillent avec la biologie, les tissus vivants, les bactéries, les organismes vivants et les processus vitaux. Les œuvres sont produites en utilisant des méthodes et des techniques scientifiques, notamment la biotechnologie, la microscopie, le génie génétique, la culture de tissus et le clonage. Ces œuvres voient le jour dans des laboratoires, des galeries ou des ateliers d'artistes,,.
Certains artistes estiment que le bioart doit se limiter strictement aux "formes vivantes", tandis que d'autres considèrent qu'il englobe des œuvres s'appuyant sur l'imagerie de la médecine contemporaine et de la recherche biologique ou abordant des controverses spécifiques inhérentes aux sciences de la vie,. La création d'êtres vivants et l'étude des sciences biologiques soulèvent des questions éthiques, sociales et esthétiques. Un débat existe au sein du bioart sur la manière de classer ces œuvres, notamment si toutes les formes d'engagement artistique avec les biosciences devraient être considérées comme faisant partie de ce mouvement, ou uniquement celles créées en laboratoire en tant qu'art organique.
Bien que les bioartistes travaillent avec de la matière vivante, une interrogation demeure quant à définir à quel stade une matière peut être considérée comme vivante. Le bioart vise souvent à mettre en lumière la beauté et les thèmes biologiques, à aborder ou remettre en question des notions philosophiques ou des tendances scientifiques, et peut parfois être choquant ou humoristique. Tout en soulevant des questions sur le rôle de la science dans la société, ces œuvres tendent généralement vers une réflexion sociale, véhiculant une critique politique et sociétale à travers la combinaison des processus artistiques et scientifiques,. Les œuvres de bioart sont fréquemment perçues comme des contributions aux questions sociales, politiques et économiques découlant de la recherche scientifique, bien qu'elles puissent parfois contribuer à des avancées dans la recherche elle-même,.
En 1981, à travers son essai intitulé "Biotechnologie et art", Peter Weibel a introduit le concept de Bioart, définissant ainsi un mouvement artistique qui utilise les systèmes biologiques comme moyen d'expression. Par ailleurs, le terme "bio-art" a été popularisé par l'artiste Eduardo Kac en 1997, grâce à son article "Artista põe a vida em risco".

## Bio-artistes et œuvres

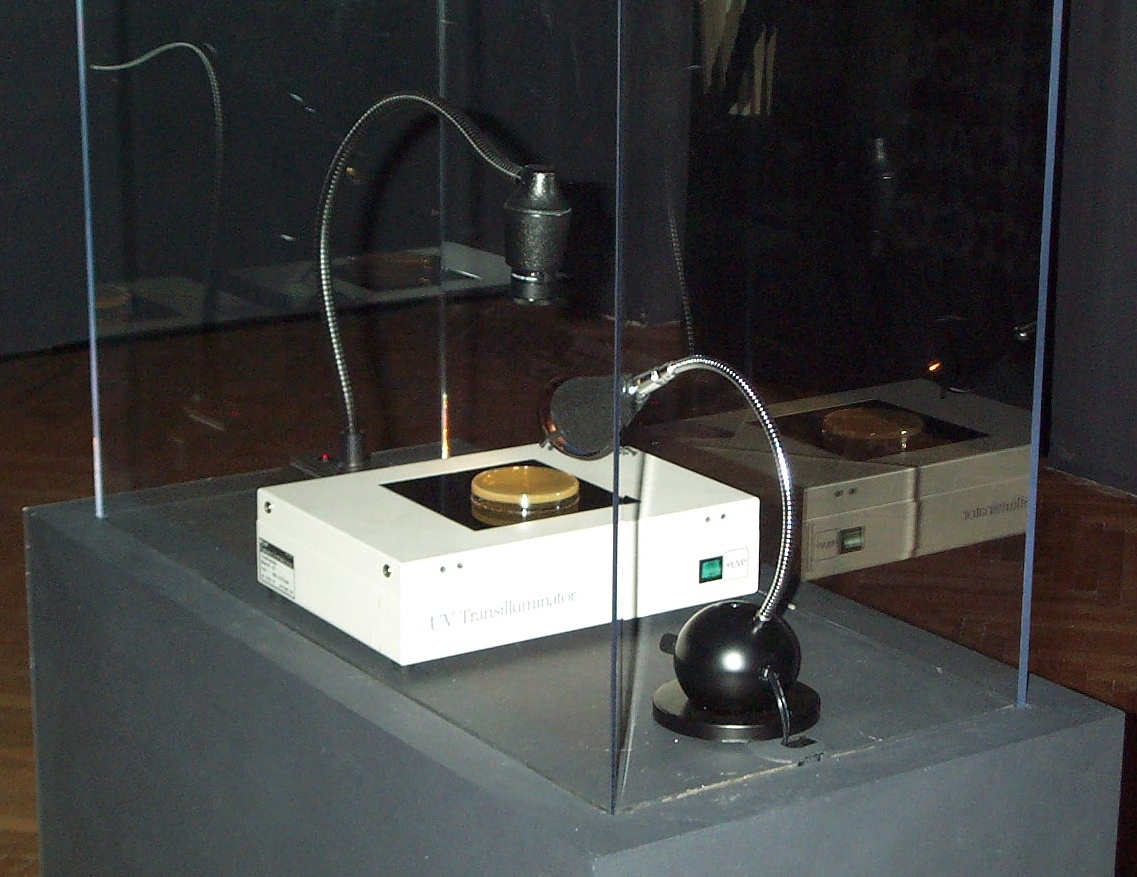
Genesis, œuvre d'art biologique d'Eduardo Kac, 1999

- Eduardo Kac Eduardo Kac est le Bio-Artiste le plus connu, notamment grâce à GFP Bunny Alba en 2000. Il s’agit là d’une performance sur un lapin, que l’on a rendu fluorescent grâce à un mélange de son ADN et de celui d’une méduse, mais ici l’artiste n’était pas l’auteur de ces manipulations (il s’agit bien de l’équipe du Professeur Houdebine, INRA).  Eduardo Kac voulait susciter un débat sur le statut des animaux transgéniques pour les sortir de leur condition d’objets de laboratoire. Mais le lapin n’a jamais été libéré par le laboratoire. Nous avons aussi une autre œuvre importante, Téléprésence Garment. Une personne est dans un vêtement spécial, sans manche ni jambière (forçant donc le porteur à marcher sur ses genoux). De plus, il est rendu aveugle avec une cagoule qui possède une caméra ainsi qu’un récepteur audio : une personne va le contrôler à distance. Cette expérience/œuvre va nous rapporter au terme « Zomborg », soit l’hôte de l’autre.

- Art orienté objet Il s’agit là d’un duo, Marion Laval-Jeantet et Benoit Mangin. Dans une de leurs œuvres, ils vont faire un prélèvement de leur propre peau dans un laboratoire. Ces prélèvements de peaux seront alors déposés sur les dermes de porcs. Ce cochon sera alors tatoué de représentation d’espèce en danger. Des hybridations vont être gardée dans des bocaux de verres (dans le genre d’un cabinet de curiosité) mais en plus, Marion Laval-Jeantet va se faire injecter du sang de cheval, ce qui va rapporter un tabou institutionnel et juridique, ce qui élargit la notion de respect du vivant et de la biodiversité souvent mise à mal par la technologie.

- Symbiotica / Le "Tissue Culture & Art Project", initié par Oron Catts, Ionat Zurr, Guy Ben-Ary a employé l'ingénierie tissulaire comme moyen d'expression artistique. Les artistes ont créé ce qu'ils dénomment des entités semi-vivantes, des objets/êtres conçus à partir de matériaux biologiques vivants et non vivants - des cellules ou des tissus d'un organisme complexe cultivés sur des échafaudages synthétiques et maintenus en vie grâce à une intervention technologique[9]. Symbiotica a mis en place l'un des premiers laboratoires d'art/science destinés aux artistes souhaitant explorer les méthodes et technologies du BioArt[9]. Certains fondateurs de SymbioticA, Oron Catts et Ionat Zurr, ont également initié le "Tissue Culture & Art Project"[15]. Depuis le début des années 1990, le "Tissue Culture & Art Project" travaille sur la production artificielle de tissus biologiques, la culture cellulaire étant utilisée comme médium artistique. Les œuvres de TC&A abordent, entre autres, les thématiques des aliments cultivés, des vêtements issus de la culture tissulaire, des formes sculpturales provenant de cultures de tissus, et l'évolution de la relation entre les entités vivantes et non vivantes. Dans le cadre de leurs recherches artistiques, les artistes ont élaboré le terme "Semi-Living" pour décrire une nouvelle catégorie de vie créée en laboratoire[16],[17].
- George Gessert
- Joe Davis
- Olga Kisseleva
- Marta de Menezes Protéic Portrait est une combinaison d’acides aminés, codifiés en chimie sous forme de lettres de l’alphabet pour composer son nom.

- Orlan Cet artiste va faire de son corps un matériau propre à toute manipulation artistique (de la chirurgie plastique filmé, mis en scène, avec des implants, des trucages de son image par informatique…) ce qui va nous reporter au Body-Art. Manteau Arlequin est ici bel et bien une œuvre issue du Bio-Art, puisqu’il utilise ses propres cellules à lui et d’autres personnes, de couleurs de peau différente, ainsi que des animaux, ce qui est ici une métaphore parfaite du métissage et de l’hybridation[5],[6],[7].
- Amy Karle est reconnue comme étant la première bio-artiste à combiner les sciences informatiques et les sciences du vivant, mariant ainsi la biotechnologie et l'infotechnologie[3],[4]. Entre 2015 et 2016, Karle a réalisé "Regenerative Reliquary", une sculpture constituée d'échafaudages biologiquement imprimés pour la culture de cellules souches MSC humaines en os, sous la forme d'une main humaine, placée dans un bioréacteur. Les premières versions de cette œuvre ont été réalisées en collaboration avec des scientifiques, bio-scientifiques, spécialistes des matériaux et technologues[18],[19]. En 2019, elle a conçu une sculpture biomécanique représentant un cœur humain battant, exposée au Japon, un pays ayant historiquement connu une grande controverse autour de la transplantation d'organes, notamment les transplantations cardiaques[20]. Son travail interroge les implications de la biotechnologie et des améliorations sur la définition de l'humain et leurs impacts sur l'évolution[3],[21],[22]. Elle a employé l'impression 3D et la bio-impression, utilisant des matériaux biocompatibles tels que le Polyéthylène Glycol Diacrylate (PEGDA), les hydrogels et les polyimides (PI)[23],[24].

- Sergio Valle Duarte bio-art portrait, avec un cheveu de l'artiste, Yin-Yang 1988
- Stelarc
- Anna Garforth
- Rick Gibson

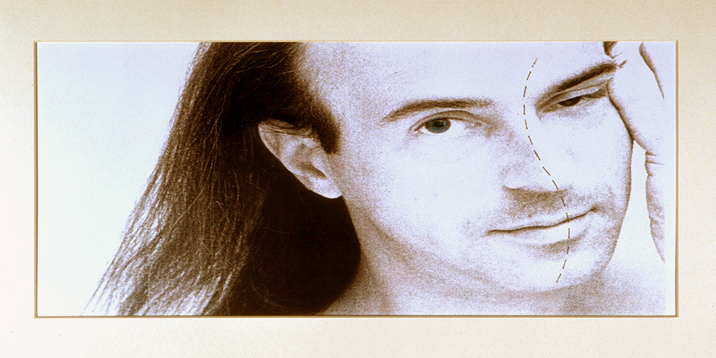
bio-art portrait, avec un cheveu de l'artiste, Yin-Yang 1988

- Brandon Ballangée Monstres Sacrés est une œuvre spécialisée dans l’écologie. Sa mission : observer un terrain pollué, où les grenouilles (les sentinelles des espèces) subissent une déformation à cause des produits toxiques qui sont rejetés par l’Homme dans la nature. Elles se retrouve alors en déclin, voir vouées à disparaitre. Dans ses recherches, on utilise un scanner à haute résolution qui va détecter les produits chimiques dans les grenouilles.
- Critical Art Ensemble

## Controverse
Les œuvres d'art utilisant des matériaux vivants, élaborées par des procédés scientifiques et biotechnologiques, soulèvent de nombreuses questions et préoccupations éthiques. Le magazine Wired rapporte que le domaine émergent du "bioart" est souvent provocateur et entraîne une série de problématiques techniques, logistiques et éthiques. Si certains praticiens du bioart contribuent à faire progresser la recherche scientifique à travers leurs créations, d'autres peuvent provoquer des controverses en contestant la pensée scientifique, en travaillant avec des matériaux humains ou animaux controversés ou en introduisant des espèces invasives, car ils ne sont pas soumis à des normes strictes, y compris en matière de biosécurité,.
Un enjeu majeur concerne les risques liés aux erreurs et aux activités marginales pouvant survenir dans des laboratoires non réglementés, comme ceux impliqués dans le DIYbio, le biohacking, et le bioterrorisme. L'arrestation en 2004 de l'artiste Steve Kurtz, membre fondateur de Critical Art Ensemble, est l'un des cas les plus médiatisés d'un non-scientifique suspecté de "bioterrorisme". Bien qu'aucune accusation de bioterrorisme n'ait été portée contre lui, il a été surveillé par le FBI pendant quatre ans et a finalement été accusé de fraude pour avoir obtenu une souche bactérienne couramment utilisée dans les expériences scolaires. Son œuvre de bioart était considérée comme avant-gardiste en matière d'art engagé politiquement, de biotechnologie et de lutte écologique. Cette affaire a fait l'objet d'un livre et d'un film,,.
Le bioart est également scruté et critiqué pour son éventuel manque de supervision éthique. USA Today rapporte que des groupes de défense des droits des animaux ont accusé des artistes comme Kac d'utiliser injustement les animaux à leur propre avantage, et certains groupes conservateurs remettent en question l'utilisation des technologies transgéniques et la culture de tissus d'un point de vue moral.Alka Chandna, chercheuse principale chez PETA à Norfolk, Virginie, a déclaré que l'utilisation d'animaux au nom de l'art n'était pas différente de l'utilisation de leur fourrure pour les vêtements. "La manipulation transgénique des animaux s'inscrit dans la continuité de l'utilisation des animaux pour les besoins humains, qu'il s'agisse ou non de faire une sorte de critique sociopolitique. La souffrance et l'augmentation du stress chez les animaux sont très problématiques."
De nombreux projets de bioart se concentrent sur la manipulation de cellules et non d'organismes entiers, comme le "Victimless Leather" du Tissue Culture & Art Project.[64] "La possibilité concrète de porter du 'cuir' sans tuer d'animal est présentée comme un point de départ pour un débat culturel. Notre intention n'est pas de fournir un nouveau produit de consommation, mais plutôt de soulever des questions sur notre exploitation d'autres êtres vivants."Cependant, en raison d'une croissance cellulaire rapide, l'œuvre a finalement été "tuée" en coupant ses nutriments, en accord avec l'intention des créateurs de rappeler aux spectateurs leur responsabilité envers la vie manipulée.

## Expositions notables de bioart

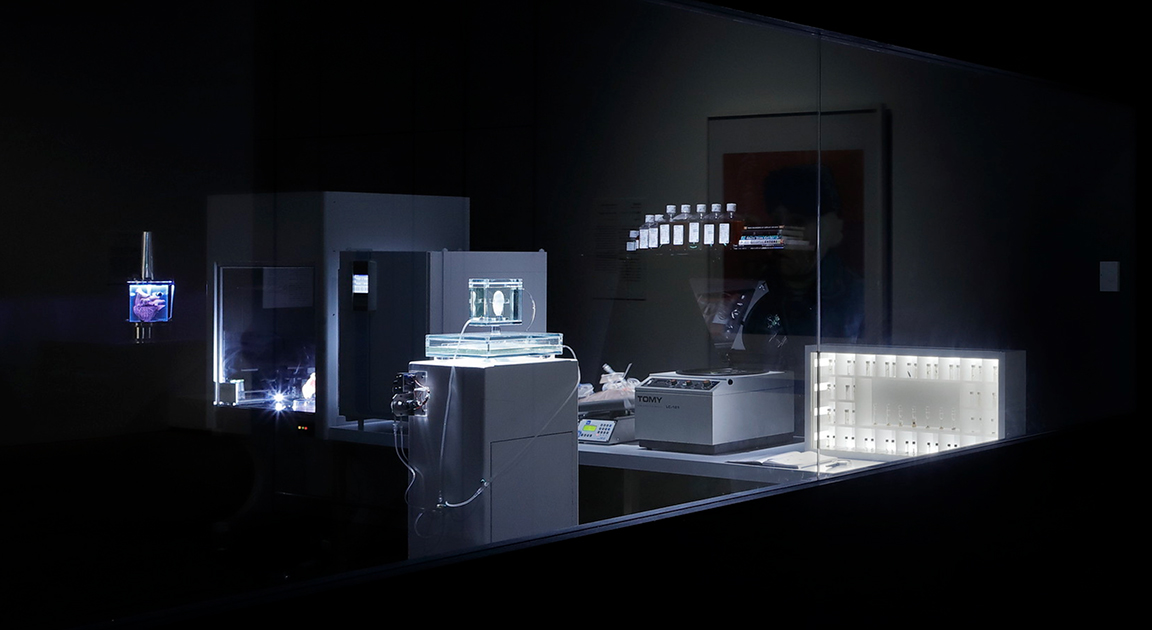
Bio-atelier au Musée d'Art Mori

Ars Electronica à Linz, Autriche, et le festival Ars Electronica, ont été parmi les premiers à exposer et promouvoir le bioart, et continuent de jouer un rôle pionnier dans la présentation et la promotion des projets et artistes de bioart. Leur prix de longue date, le Prix Ars Electronica, qui honore les artistes dans diverses catégories de médias, inclut les catégories des arts hybrides et de la vie englobant le bioart.
En 2016, le thème de la Biennale des médias de Pékin était "Éthique de la technologie" et en 2018, "<Post-Life>". La Biennale se déroule au musée CAFA à Pékin, Chine, et comprend des œuvres majeures en arts biologiques, avec des expositions thématiques. La Biennale de 2018 comprenait des œuvres d'art internationales pertinentes sur les thèmes de la "Vie des données", de la "Vie mécanique" et de la "Vie synthétisée" et une zone d'exposition de laboratoire consacrée à la présentation de pratiques de laboratoire internationales en art et technologie.
Le Centre national d'art et de culture Georges-Pompidou à Paris, France, a présenté "La Fabrique Du Vivant" en 2019, une exposition collective sur la vie, réelle et artificielle, avec les travaux récents d'artistes, de designers et de chercheurs de laboratoires scientifiques. Les œuvres interrogent les liens entre le vivant et l'artificiel, les procédés de recréation artificielle de la vie, la manipulation des procédures chimiques sur la matière vivante, les œuvres auto-génératrices aux formes constamment changeantes, les œuvres hybrides mêlant matière organique et matériau industriel, ou l'hybridation des cellules humaines et végétales. À l'ère des technologies numériques, les artistes s'inspirent du monde de la biologie, développant de nouveaux cadres sociaux et politiques basés sur les enjeux de ceux qui vivent à cette époque,.
Le Musée d'Art Mori à Tokyo, Japon, a organisé l'exposition "Future and the Arts: AI, Robotics, Cities, Life - How Humanity Will Live Tomorrow" en 2019-2020.[74] C'était une exposition collective incluant un "bio atelier" présentant des œuvres de bioart d'artistes renommés du monde entier. L'un des objectifs curatoriaux était d'évoquer, à travers les dernières avancées scientifiques et technologiques dans des domaines tels que l'intelligence artificielle, la biotechnologie, la robotique et la réalité augmentée utilisées dans l'art, le design et l'architecture, à quoi pourraient ressembler les êtres humains, leur vie et les problématiques environnementales dans un futur proche en raison de ces développements.